# Цитидинмонофосфаткиназа
Цитидинмонофосфаткиназа (ЦМФ-киназа), также уридинмонофосфат-цитидинмонофосфаткиназа (УМФ-ЦМФ-киназа) — фермент из группы киназ (класс трансфераз). Участвует в метаболизме нуклеотидов. У человека кодируется геном CMPK1 (от англ. cytidine monophosphate kinase, CMP kinase), который локализуется на p-плече 1-й хромосомы. Фермент состоит из последовательности 196 аминокислотных остатков и имеет молекулярную массу 22,222 кДа.

## Функция
УМФ-ЦМФ-киназа катализирует перенос остатка фосфорной кислоты от аденозинтрифосфата (АТФ) на уридинмонофосфат (УМФ), цитидинмонофосфат (ЦМФ), и дезокси-ЦМФ (дЦМФ), в результате чего образуется аденозиндифосфат (АДФ) и соответствующие нуклеозиддифосфаты, необходимые для синтеза нуклеиновых кислот.